# 吉康街道
吉康街道，是中华人民共和国黑龙江省绥化市庆安县下辖的一个乡镇级行政单位。

## 行政区划
吉康街道下辖以下地区：
庆明社区、庆旺社区和庆源社区。